# Wilsberg: Wilsberg und der Schuss im Morgengrauen
Wilsberg und der Schuss im Morgengrauen ist die fünfte Folge der Fernsehfilmreihe Wilsberg. Der Film basiert auf der Buchvorlage Das Kappenstein-Projekt von Jürgen Kehrer aus dem Jahr 1997. Die Erstausstrahlung erfolgte am 20. Oktober 2001 im ZDF. Regie führte Dennis Satin, das Drehbuch wurde von Jürgen Kehrer geschrieben.

## Handlung
Privatdetektiv Georg Wilsberg erhält von Jochen Rausch den Auftrag, seine Gattin zu beschützen. Jutta Rausch ist die „grüne“ Stadtkämmerin von Münster und hat einen anonymen Drohbrief erhalten, der Rauschs Meinung nach sehr ernst zu nehmen ist. Da er in Bielefeld arbeitet und er die ganze Woche nicht zu Hause ist, soll Wilsberg die Frau unauffällig im Auge behalten, da sie davon nichts wissen soll. Wilsberg findet auch sehr schnell heraus warum, denn das Ehepaar lebt in Scheidung und Jutta Rausch hat einen neuen Freund: ihren Kollegen Berthold Diezelbach. Dieser wird überraschend eines Morgens beim Joggen erschossen. Obwohl Wilsberg den Auftrag schnell wieder gekündigt hat, bleibt er an der Lösung des Attentats auf Diezelbach interessiert und ermittelt auf eigene Faust weiter. Von Kommissarin Springer erfährt er, dass auch der Ermordete einen Drohbrief erhalten hatte.
Unerwartet wollen auch die Parteifreunde der Stadtkämmerin, dass Wilsberg sich um ihren Schutz kümmere. Parallel hat auch Jochen Rausch Karsten Feldhaus als neuen Bodyguard engagiert, sodass die Frau nun von zwei Männern auf Schritt und Tritt bewacht wird. Feldhaus ist normalerweise der persönliche Assistent von Jutta Rausch und schon aus beruflichen Gründen immer in der Nähe seiner Chefin, daher lag es für Jochen Rausch nahe, ihn dafür einzusetzen. Sehr schnell erfährt Wilsberg so von den aktuellen Problemen des Stadtrats, denn der hat gerade mit einer Aktivistenbewegung zu kämpfen, die sich gegen den Bau eines neuen Einkaufszentrums wehrt, bei der sich auch Alex engagiert. Nach ihren Beobachtungen haben die Umweltschützer jede Menge Material über die einzelnen Mitglieder des Stadtrats von Münster gesammelt.
Obwohl Wilsberg seine Klientin selten aus den Augen lässt, wird auch auf sie geschossen, doch verfehlt die Kugel glücklicherweise ihr Ziel. Wilsbergs Interesse konzentriert sich auf den Landwirt Tönne Mesenkamp, der zur Führungsspitze der Aktivisten gehört und mehrere Jagdgewehre besitzt. Als sich Wilsberg heimlich in dessen Haus umsieht, findet er Zeitungen, aus denen Buchstaben und Worte ausgeschnitten wurden und er ihn als Verfasser der Drohbriefe überführt sieht. Wilsberg informiert Kommissarin Springer, die Mesenkamp festnehmen lässt. Dabei stellt sich heraus, dass seine Tochter die Briefe zusammengebastelt hatte, sie die Verantwortlichen aber nur aufrütteln und erschrecken wollte. Aus den Gewehren ihres Vaters wurde weder auf Diezelbach noch auf Rausch geschossen.
Von seinem Freund Manni erfährt Wilsberg von einem Vorkommnis im Stadtrat, als vor zwei Jahren Ratsmitglied Martin Henne angeblich in die Parteikasse „gegriffen“ hatte. Daraufhin musste er seine Kandidatur zum Stadtkämmerer an Jutta Rausch abtreten und seine politische Karriere war beendet. Nachdem Manni herausfindet, dass sehr wahrscheinlich Diezelbach seinerzeit Hennes Unterschrift gefälscht hatte, um ihn zu diffamieren, hält Wilsberg ihn für den Täter. Inzwischen wird erneut auf Jutta Rausch geschossen und Wilsberg dabei leicht verletzt. So fährt der Detektiv umgehend zu Henne und will ihn zur Rede stellen. Henne ist jedoch davon überzeugt, dass er auch diesmal wieder nur benutzt wird. Er hatte gerade das Gewehr vor seinem Haus gefunden, dass er seit einer Woche vermisst und ihm ist damit klar geworden, dass die Polizei das Gewehr bei ihm finden soll. Wilsberg glaubt ihm und kommt allmählich dahinter, dass die Anschläge nicht politisch motiviert sind, sondern rein persönlich. Jemand hat seinen Nebenbuhler aus dem Weg geräumt und die Schüsse auf Rausch nur zur „Tarnung“ abgegeben. Karsten Feldhaus hatte schon immer ein privates Interesse an seiner Kollegin, doch nachdem er erfahren musste, dass Rausch ihn „abservieren“ will, unternimmt er einen erneuten Mordversuch auf seine Chefin. Wilsberg kann dies verhindern und ihn auf frischer Tat überführen.

## Hintergrund
Wilsberg und der Schuss im Morgengrauen erschien zusammen mit der Folge Wilsberg und der letzte Anruf von Polarfilm auf DVD mit FSK-12-Freigabe veröffentlicht.
Der Running Gag „Bielefeld“ wird in dieser Folge bereits in den ersten 5 Sendeminuten genannt und ist der Arbeitsort von Jochen Rausch, Wilsbergs Auftraggeber. Weiterer Nennungen erfolgen im Zuge der Ermittlungen in Minute 32 und 72.

## Kritik
Die Redaktion von TV Spielfilm ist der Meinung: „Die melancholische Provinz-Krimiserie wirkte anfangs frischer. Trotzdem: Hauptdarsteller Leonard Lansink ist ein Hingucker.“ Fazit: „Die lakonische Hauptfigur reißt es raus.“